# Сьверчина (Свентокшиське воєводство)
Сьверчина (пол. Świerczyna) — село в Польщі, у гміні Дзялошиці Піньчовського повіту Свентокшиського воєводства.
Населення — 108 осіб (2011).
У 1975-1998 роках село належало до Келецького воєводства.

## Демографія
Демографічна структура на день 31 березня 2011 року:
|          | Загалом | Допрацездатний вік | Працездатний вік | Постпрацездатний вік |
| -------- | ------- | ------------------ | ---------------- | -------------------- |
| Чоловіки | 50      | 5                  | 34               | 11                   |
| Жінки    | 58      | 8                  | 31               | 19                   |
| Разом    | 108     | 13                 | 65               | 30                   |